# World War Live: Battle of the Baltic Sea
World War Live: Battle of the Baltic Sea je první koncertní album švédské powermetalové kapely Sabaton vydané 5. srpna 2011. Album vyšlo v podobě 2 CD a 2 DVD.

## Seznam skladeb

### CD 1 (živě ze Sabaton Cruise 2010)
| Pořadí | Název                       | Délka |
| ------ | --------------------------- | ----- |
| 1.     | The March To War (intro)    |       |
| 2.     | Ghost Division              |       |
| 3.     | Uprising                    |       |
| 4.     | Aces In Exile               |       |
| 5.     | Cliffs Of Gallipoli         |       |
| 6.     | White Death                 |       |
| 7.     | Swedish Pagans              |       |
| 8.     | Wolfpack                    |       |
| 9.     | 40:1                        |       |
| 10.    | The Art Of War              |       |
| 11.    | Attero Dominatus            |       |
| 12.    | The Price Of A Mile         |       |
| 13.    | Primo Victoria              |       |
| 14.    | Metal Medley                |       |
| 15.    | Dead Soliders Waltz (outro) |       |

### CD 2 (živě z evropského turné 2010)
| Pořadí | Název            | Délka |
| ------ | ---------------- | ----- |
| 1.     | Screaming Eagles |       |
| 2.     | Coat Of Arms     |       |
| 3.     | Into The Fire    |       |
| 4.     | Talvisota        |       |
| 5.     | Final Solution   |       |
| 6.     | Back In Control  |       |
| 7.     | Panzerkampf      |       |
| 8.     | 7734             |       |
| 9.     | Hellrider        |       |
| 10.    | Panzer Battalion |       |
| 11.    | Rise Of Evil     |       |
| 12.    | 40:1             |       |

### DVD 1 (živě z Rockstad: Falun 2008)
- The Art Of War
- Into The Fire
- Nuclear Attack
- Rise Of Evil
- 40:1
- Wolfpack
- Panzer Battalion
- Price Of A Mile
- In The Name Of God
- Union
- A Light In The Black
- Primo Victoria
- Cliffs Of Gallipoli
- Attero Dominatus

| Pořadí | Název                                   | Délka |
| ------ | --------------------------------------- | ----- |
| 1.     | Ghost Division                          |       |
| 2.     | The Art Of War                          |       |
| 3.     | Into The Fire                           |       |
| 4.     | Nuclear Attack                          |       |
| 5.     | Rise Of Evil                            |       |
| 6.     | 40:1                                    |       |
| 7.     | Wolfpack                                |       |
| 8.     | Panzer Battalion                        |       |
| 9.     | Price Of A Mile                         |       |
| 10.    | In The Name Of God                      |       |
| 11.    | Union                                   |       |
| 12.    | A Light In The Black                    |       |
| 13.    | Primo Victoria                          |       |
| 14.    | Cliffs Of Gallipoli                     |       |
| 15.    | Attero Dominatus                        |       |
| 16.    | Metal Medley (Metal Machine/Metal Crue) |       |

### DVD 2 (videoklipy)
| Pořadí | Název            | Délka |
| ------ | ---------------- | ----- |
| 1.     | Coat Of Arms     |       |
| 2.     | Uprising         |       |
| 3.     | Screaming Eagles |       |

## Obsazení
- Joakim Brodén – zpěv, klávesy
- Rickard Sundén – kytara
- Oskar Montelius – kytara
- Pär Sundström – baskytara
- Daniel Mullback – bicí
- Daniel Mÿhr – klávesy